# V/H/S/За межами
V/H/S/За межами — науково-фантастичний фільм жахів у жанрі знайденої плівки, сьома стрічка у франшизі V/H/S. У фільмі є новели від Джордана Дауні, Крістіана та Джастіна Лонга, Джастіна Мартінеса, Вірата Пала, Кейт Сігел та Джея Чіла. Прем'єра фільму відбулася на Fantastic Fest 20 вересня 2024 року, а потім був ексклюзивний реліз на Shudder 4 жовтня 2024 року."V/H/S/За межами" отримав у цілому позитивні відгуки критиків.

## Сюжет
Фільм складається з 5 новел, пов'язаних наскрізним сюжетом у формі документального фільму, з інтерв'ю експертів у сфері інопланетян і цифрових ефектів.

### «Примусове викрадення»
- Режисер і сценарист Джей Чіл

Заключний сегмент фільму представлений у формі документального фільму, що включає інтерв'ю з експертами, які обговорюють історію будинку, де відбулися паранормальні та позаземні явища. Власник будинку був сином китайських іммігрантів, який отримав будинок в спадок від своїх батьків. Вирішивши продати будинок паралельно живучи там, він помічає що в ньому відбуваються дивні речі. Він почав намагатися зняти ці аномалії на різні камери. Після заключного сегмента показують кадри з чоловіком, що спить у ліжку, в той час як щось входить до його спальні, витягує з його тіла те, що схоже на яйця, а потім бере камеру і засовує її йому в горлянку.

### «Лелека»
- Режисер Джордан Дауні
- Автори Джордан Дауні та Кевін Стюарт

Серед низки зникнень немовлят поліцейський підрозділ проводить закриту нараду пізно вночі після того, як вдалося звузити коло передбачуваних місць знаходження будинку, куди було доставлено немовлят. Вони залучають свого нового учасника, Сегуру, якому доручено знімати всю ніч. Інший член підрозділу, ET, є одним із батьків зниклих немовлят. Підрозділ знаходить напівзруйнований будинок й помічає щось, що виглядає як зомбі, який тримає в руках бензопилу. Ці зомбі-люди ідентифіковані в титрах як Брудери. Підрозділ, байдужий до присутності цієї надприродної загрози, вривається в будинок. ET зачіпає саморобну сигналізацію із мотузки з пляшками, і шум приваблює Брудерів. Підрозділ відбивається від атакуючих істот, і в люті ET кидається в атаку самостійно, почувши плач дитини. На другому поверсі команда, що залишилася, знаходить метеор, який, мабуть, пробив дах. Стає зрозуміло, що те, що вийшло з нього, відповідальне за створення Брудерів. Команда прямує на горище і виявляє кілька колисок зі зниклими немовлятами, один з яких, як з'ясувалося, мутує, відрощуючи дзьоб. Неподалік вони помічають велику інопланетну істоту, схожу на лелеку, яка бенкетує на трупі ET, перш ніж відригнути його в рот найближчого новонародженого. Вони продовжують стріляти та нарешті вбивають лелеку, проте Сегура поранений. Перед від'їздом один із офіцерів помічає, що лелека все ще дихає, і починає тупати по голові, нарешті вбиваючи його. Сегуру вітають у команді, названій The Wardens, показуючи, що вони вже деякий час полюють на монстрів..

### «Дівчина мрія»
- Режисер Вірат Пал
- Автори: Вірат Пал та Еван Діксон

Папараці з Мумбаї, Арнаб та Сону отримують пораду, як зняти останню сенсацію Боллівуду — Тару. Арнаб обурюється на знаменитостей, тому що сам мріяв стати знаменитим, маючи на увазі, що стати папараці — це його спосіб зблизитися. Вони прокрадаються на знімальний майданчик і бачать Тару на її новому фільмі. Вийшовши зі знімального майданчика, Арнаб пробирається в її трейлер і ховається в шафі, коли Тара повертається зі своїм менеджером, який лає її. Арнаб випадково розкриває себе, коли ховаючись у шафі знаходить чиєсь обличчя у мисці з льодом. Він вирішує виявити співчуття до Тари і каже їй, що вона богиня, і може робити все що захоче. Тара, підбадьорена його словами, зізнається, що вона якийсь роботизований демон і зриває з себе обличчя. Переслідуючи Арнаба ззовні, Тара вбиває свого менеджера, плюнувши в нього кислотою, а потім переслідує всіх на знімальному майданчику, вбиваючи всіх червоною електрикою. Після цього вона вбиває Сону та відриває обличчя Арнаба. Вона кладе його собі на обличчя та виходить до журналістів, яких вона атакує.

### «Живи та пірнай»
- Режисер: Джастін Мартінес
- Автори Бен Тернер і Джастін Мартінес

Зак святкує своє 30-річчя зі своєю дружиною Джесс, найкращим другом Логаном та багатьма іншими знайомими, стрибаючи з парашутом. Просто перед тим, як вони збираються стрибнути, вони помічають НЛО та кілька винищувачів. Іншопланетянин стрибає в літак, перш ніж він стикається з НЛО. Літак зазнає значиних пошкоджень і починає падати в сторону апельсинового гаю. У повітрі Зак бачить, як іншопланетянин когось розрізає світловим променем. Врешті-решт, Зак відкриває свій парашут і виживає після падіння, проте він бачить, що Логан, який був прив'язаний до нього, був обезголовлений, коли парашут розкрився. Намагаючись знайти Джесс, Зак швидко знаходить інших людей, які вижили, але на групу раптово нападає іншопланетянин. Друзі Зака гинуть один за одним, і зрештою він знаходить останки Джесс, яку раніше вбив інопланетянин. Заку вдається втекти з гаю та стрибнути у вантажівку фермера, вимагаючи, щоб вони швидше їхали звідси. Фермер погрожує йому і наказує вийти з вантажівки, але коли він стріляє з рушниці, на нього нападає іншопланетянин, внаслідок чого постріл відриває частину правої руки Зака. Інший прибулець пускає світло зі своєї голови в обличчя Зака, проте на нього це не діє. Коли Зак намагається поїхати, вантажівку раптово затягує в повітря разом із ним. Вантажівка потрапляє в НЛО і прибульці атакують Зака, але стрічка раптово обривається, залишаючи його долю невідомою.

### «Хутряні малята»
- Режисери та сценаристи Крістіан Лонг і Джастін Лонг

Беккі керує нібито дитячим садком для собак під назвою «Собачий дім мрії» і зберігає опудала своїх мертвих домашніх улюбленців. Група активістів із захисту прав тварин вирішує обстежити її будинок і відправляє двох своїх членів — Стюарта та Анжелу разом із собакою їх лідера Майлза — Піклзом. Беккі розповідає про зручності свого будинку. Один із собак-опудал, Гері, зник безвісти, але Беккі пояснює, що вона запланувала для нього щось особливе, оскільки він загинув, захищаючи її. Беккі швидко розкриває Стюарта та Анжелу через некомпетентність Стюарта, проте не подає виду. Стюарт і Анджела бачать брата Беккі — Бо, який майже не розмовляє. Беккі веде їх до підвалу, де вона розповідає, що інші люди також приходили ставити їй запитання, за що поплатилися. Вона ловить їх з наміром хірургічним шляхом перетворити їх на гібридів людини та собаки. Майлз та решта активістів вирішують увірватися в будинок (вони відмовляються викликати поліцію через недовіру до них), але їх ловлять і вбивають гібриди людини та собаки, яким Беккі успішно промила мізки. Пізніше крадій намагається вкрасти пакунки з ганку Беккі, але його вбиває «Гері».

### «Безбілетний»
- Режисер Кейт Сігел
- Автор: Майк Фланаган

Геллі, жінка, яка, як передбачається, залишила свого чоловіка та дитину, документує свої висновки про можливі позаземні зустрічі у пустелі Мохаве. Вона бере інтерв'ю у людей, які стверджують, що бачили незрозумілі вогні в небі. Вночі вона стає свідком падіння світла з неба. Вона відправляється на його пошуки і знаходить космічний корабель. Вона входить всередину і розглядає внутрішній простір. Коли вона ріже палець, торкнувшись невідомої струни, маленькі наніти спускаються і зцілюють її. Проте вона розуміє, що це спричиняє незначні мутації через те, що корабель тримає інших тварин у стазисі та копіює їхню ДНК. Сховавшись від прибульця, Геллі розуміє, що їй нікуди втекти. Корабель злітає і розганяється до швидкісті світла, через що вона жбурляється по кораблю і отримує тяжкі травми. Знову зцілена нанітами, Геллі починає зазнавати все нових і нових мутацій свого тіла в результаті циклів травм і відновлення.

## Акторський склад

### «Примусове викрадення»
- Браян Бейкер
- Тревор Доу
- Геррі англ
- Сем Горскі
- Мітч Горовіц
- Ніко Пуерінгер
- Рен Вейхман

### «Лелека»
- Том Галлум у ролі Брума
- Джеймс С. Бернс — Обер
- Джолін Андерсен у ролі Беннета
- Тайлер Джозеф Ендрюс в ролі Айві
- Вас Проватакіс в ролі ET
- Філіп Андре Ботелло в ролі Сегури
- Морган Л. Ченсельен у ролі гігантського брудера
- Дейн Ділігро в ролі Лелеки
- Кріс Пейдж у ролі Брудера
- Алан Макссон — Брудер
- Блейн МакГі в ролі Брудера
- Морган МакГі в ролі Брудера
- Сьюзі Усай як діджей радіо

### «Дівчина Мрія»
- Намрата Шет — Тара
- Саяндіп Сангупта — Арнаб
- Рохан Джоші в ролі Сону
- Ашвін Мушран як менеджер
- Рікін Сайгал у ролі Гіппі
- Фархан Сайєд як режисер
- Сваті Джайн — Парі
- Вірат Пал — бос

### «Живи та пірнай»
- Боббі Сласкі в ролі Зака
- Рет Веллінгтон в ролі Логана
- Джеррі Кампісі в ролі Ноя
- Бікс Крігер у ролі Брітні
- Ханна Макбрайд в ролі Джесс
- Скіп Хауленд як пілот Скіп
- Джефф Тернер у ролі племінника Скіпа
- Домінік Стар — сольний стрибун
- Джаред Тревіно в ролі інструктора Джесс
- Метт Трамел в ролі пораненого інструктора
- Феліпе Кортес Муньос як інструктор-тандем
- Нейт Шейн у ролі Безногого хлопця
- Себастьян Редд — ошелешений інструктор
- Майк Фергюсон — Фермер

### «Хутряні малята»
- Ліббі Летлоу в ролі Беккі
- Метью Лейтон — Стюарт
- Бредін Брунер в ролі Анжели
- Кевін Болебер у ролі Майлза
- Філіп Лундквіст — Бо
- Тревор Райт — Авраам / Палеман
- Кемерон Кругман — Пет
- Дженна Маккарті в ролі Крістіни
- Сіван Геніє в ролі Сема
- Вільям Гранілло в ролі Гері

### «Безбілетний»
- Алана Пірс — Галлей
- Джош Голдблум у ролі колоритного місцевого жителя
- Бумер Фейт як місцевий № 1
- Юріці Бойоркес як Місцевий № 2
- Кецалі Бьоркес — дочка
- Теодора Фланаган — дочка Галлея
- Джої Вілсон у ролі прибульця

У жовтні 2023 року на New York Comic Con було оголошено, що розробляється сьомий V/H/S. Кожен із сегментів антології орієнтований на наукову фантастику в дусі інших сиквелів франшизи жахів, дія яких розгортається у відкритому космосі, як-от Jason X, Leprechaun 4: In Space, Hellraiser: Bloodline, Dracula 3000 та Amityville in Space, для ексклюзивного випуску Shudder. Продюсерами виступили Джош Голдблум, Бред Міска та Джеймс Гарріс. Проект є спільним виробництвом Shudder Original Films, Bloody Disgusting, Cinepocalypse і Studio71.
У липні 2024 року Bloody Disgusting оголосив, що режисерами фільму стануть Джордан Дауні, Крістіан і Джастін Лонг, Джастін Мартінес, Вірат Пал і Кейт Сігел, а також Майкл Шрайбер як додатковий продюсер.

## Реліз
Прем'єра V/H/S/За Межами відбулася на Fantastic Fest 20 вересня 2024 року, після чого відбувся ексклюзивний реліз на Shudder 4 жовтня 2024 року.

## Сприйняття
На сайті-агрегаторі рецензій Rotten Tomatoes 89 % із 36 рецензій критиків позитивні, середня оцінка становить 6,8/10, що є найвищим показником після V/H/S 94. На Metacritic фільм має середньозважену оцінку 69 зі 100, засновану на 7 критиках, що вказує на «загалом сприятливі» рецензії.
Райан Скотт з /Film дав фільму оцінку 9/10, написавши: «Фунт за фунтом, сегмент за сегментом, смерть за смертю, це все, що ми можемо побажати від антології жахів». The Fort Worth Report описав серіал як «несвітову розвагу», зазначивши, що «кожен із шести короткометражних фільмів є винятковим», а The AV Club зауважив, що «хоч інші частини V/H/S іноді були розрізненими, об'єднані форматом і періодом часу більше, ніж будь-що інше, V/H/S/За Межами майже ідеально тримається разом як тематичне дослідження речей, які ховаються просто за межами нашого розуміння».
Скрін Рент зазначив, що серіал «мав неабиякий успіх, і це частково завдяки величезній кількості талановитих акторів, які зробили внесок у проект». Браян Теллеріко з RogerEbert.com дав фільму нейтральну рецензію, присудивши 2,5 зірки з 4.

## Продовження
На New York Comic Con 2024 було анонсовано восьмий фільм у франшизі, V/H/S/8, який планується випустити в 2025 році.